# Dasysyrphus rotundiventris
Dasysyrphus rotundiventris är en tvåvingeart som först beskrevs av Peck 1966.  Dasysyrphus rotundiventris ingår i släktet skogsblomflugor, och familjen blomflugor. Inga underarter finns listade i Catalogue of Life.